# Martin Haas (Moderator)
Martin Haas (* 25. Dezember 1962 in Aalen; † 27. März 2018 in München) war ein deutscher Journalist und Fernsehmoderator.

## Leben und Karriere
Haas wuchs im Aalener Stadtbezirk Wasseralfingen auf und absolvierte dort sein Abitur. Nach dem Studium in München war er zunächst für den Fernsehsender CBS in Miami und für Tele 5 in München tätig. In den folgenden Jahren arbeitete er für den Privatsender ProSieben als Chef vom Dienst im Bereich Nachrichten und produzierte Beiträge für kabel eins. Ab 1991 war er Anchorman der Sat.1 Nachrichten im Sat.1-Frühstücksfernsehen und wurde im Laufe der Jahre zum dienstältesten Moderator des Senders. Ab März 2008 sprach er in seiner Sat.1-freien Zeit die Nachrichten beim bayerischen Privatradiosender Antenne Bayern.
Haas starb am 27. März 2018 im Alter von 55 Jahren an plötzlichem Herzversagen in seiner Wohnung in München, nachdem er einen grippalen Infekt verschleppt hatte und wegen einer Lungenentzündung im Krankenhaus behandelt worden war.
Haas war bei seinem Ableben 25 Jahre lang mit seinem Lebensgefährten liiert.